# Neptun (gud)
 For alternative betydninger, se Neptun. (Se også artikler, som begynder med Neptun)
Neptun er i romersk mytologi havets gud, hans græske modstykke hedder Poseidon.
Planeten Neptun er opkaldt efter havguden som følge af dens blå havlignende farve.
- Wikimedia Commons har flere filer relateret til Neptun (gud)

| Mytologi | Spire Denne artikel om mytologi er en spire som bør udbygges. Du er velkommen til at hjælpe Wikipedia ved at udvide den. |